# Hermann von Tresckow
Hermann Heinrich Theodor von Tresckow (1 tháng 5 năm 1818 tại làng Blankenfelde tại quận Königsberg in der Neumark – 20 tháng 4 năm 1900 tại Wartenberg in der Neumark) là một tướng lĩnh quân đội Phổ, từng giữ chức vụ Trưởng Khoa Nhân sự – tiền thân của Nội các Quân sự Đức về sau này.

## Tiểu sử
Vào năm 1835, ông nhập ngũ trong Trung đoàn Hoàng đế Alexander (Kaiser Alexander-Regiment). Sau đó, ông tham gia trong Chiến dịch Schleswig-Holstein với cương vị là sĩ quan phụ tá của tướng von Bonin vào năm 1848, rồi được phong cấp Đại úy trong Bộ Tổng tham mưu vào năm 1852, rồi lên quân hàm Thiếu tá vào năm 1855 và tháp tùng đoàn ngoại giao Phổ ở Paris từ năm 1854 cho đến năm 1856. Tiếp theo đó, vào năm 1856, ông là trợ lý của Đức vua, vào năm 1860 ông là Tư lệnh của Trung đoàn số 27, vào năm 1864 ông làm tham mưu trưởng của lực lượng Zernierungstruppen, sau đó ông được bổ nhiệm vào Nội các Quân sự, khi đó là Khoa nhân sự trong Bộ Chiến tranh. Vào năm 1865, ông lên quân hàm Thiếu tướng và đảm nhiệm chức Trưởng Khoa nhân sự.
Quan hệ giữa Khoa Nhân sự và Bộ Chiến tranh tạm thời cải thiện khi Tresckow kế nhiệm Edwin von Manteuffel. Mặc dù không có sự vận động ngầm của Tresckow, sự ly khai của Khoa Nhân sự khỏi Bộ Chiến tranh diễn ra với "những bước tiến khổng lồ" sau năm 1867. Theo yêu cầu của ông, ông được chuyển sang làm Tư lệnh của Sư đoàn Bộ binh số 17 – đơn vị đã đóng góp quan trọng đến chiến thắng của quân đội Phổ trong trận Loigny-Poupry vào ngày 2 tháng 12 năm 1870. Tiếp theo đó, ông chỉ huy sư đoàn của mình tham gia các trận đánh lớn tại Orléans và Le Mans trong chiến dịch sông Loire. Cuối tháng 1 năm 1871, ông được lệnh phục vụ trong Đại Bản doanh quân đội Đức trên cương vị là Tướng phụ tá, và vào tháng 2 ông một lần nữa nhận quyền điều hành Khoa Nhân sự. Không lâu sau đó, ông được ủy nhiệm làm Tư lệnh của Sư đoàn số 17, rồi nhậm chức Tư lệnh của Sư đoàn số 10 vào tháng 1 năm 1873 và trở thành Tư lệnh Quân đoàn IX vào tháng 9 năm 1873. Vào tháng 1 năm 1875, ông được bổ nhiệm làm Tướng tư lệnh, không lâu sau đó ông lên quân hàm Thượng tướng Bộ binh và đến tháng 9 năm 1875, ông được cử làm Chỉ huy trưởng của Trung đoàn Bộ binh số 27 (Magdeburg số 2). Vào tháng 8 năm 1888, ông về hưu. Hermann von Tresckow từ trần vào ngày 20 tháng 4 năm 1900.